# Аюут
Аюут — река в России, протекает по Республике Алтай. 
Длина реки составляет 12 км. 
Вытекает из озера на высоте 2779 м над уровнем моря. Устье реки находится в 71 км по правому берегу реки Джазатор на высоте 2249 м над уровнем моря.

## Данные водного реестра
По данным государственного водного реестра России, относится к Верхнеобскому бассейновому округу, водохозяйственный участок реки — Катунь, речной подбассейн реки — Бия и Катунь. Речной бассейн реки — Верхняя Обь до впадения Иртыша.